# Joe DeRosa

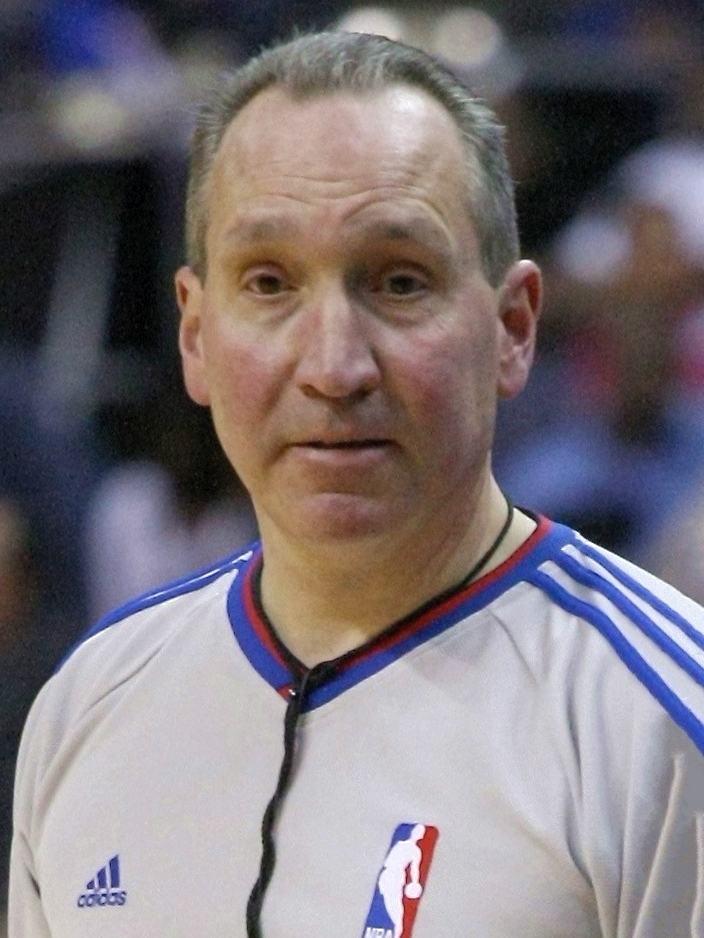
Joe DeRosa im April 2009

Joseph M. „Joe“ DeRosa (* 11. April 1957 in North Canton, Ohio) ist ein ehemaliger US-amerikanischer Schiedsrichter im Basketball, der von der Saison NBA 1989/90 bis zur Saison NBA 2009/10 in der NBA tätig war. Er trug die Uniform mit der Nummer 14.

## Karriere

### National Basketball Association
DeRosa begann im Jahr 1989 seine NBA-Schiedsrichterlaufbahn beim Spiel der Portland Trail Blazers gegen die Sacramento Kings. Sein letztes Spiel, die Los Angeles Lakers gegen die Boston Celtics, leitete er im Juni 2010.

### College-Basketball
Neben seinem Engagement in der NBA arbeitete er als College-Basketballschiedsrichter.

## Privates
Sein Sohn JB DeRosa ist ebenfalls Schiedsrichter in der NBA.